# Ronald Paradeiser
Ronald Paradeiser (ur. 13 czerwca 1997 w Gbely) – słowacki zawodnik mieszanych sztuk walki (MMA). Od 9 grudnia 2023 do 29 grudnia 2024 był mistrzem organizacji Oktagon MMA w wadze lekkiej.

## Życiorys i początki kariery
Paradaiser dzięki rodzicom od dzieciństwa był bardzo związany ze sportem. Początkowo próbował grać w piłkę nożną, ale jego trener uznał, że nie ma wystarczającego talentu, więc wkrótce przestał uprawiać ten sport. W wieku 6 lat zaczął trenować karate, które od razu mu się spodobało. To dzięki tej sztuce walki zyskał doskonałe podstawy swoich umiejętności w stójce, które dziś czerpie na zawodowym oktagonie. Kiedy w wieku 16 lat rozpoczął naukę w szkole średniej w Bratysławie, związał się ze społecznością MMA.
Już na pierwszej sesji treningowej postawił sobie cel, aby stoczyć pierwszą walkę w ciągu roku. Udało mu się znacznie wcześniej, niż pierwotnie planował, i po niecałych 5 latach stoczył pierwszy zawodowy pojedynek.
Już podczas kariery amatorskiej potwierdził niesamowity talent gromadząc niepokonany bilans 5-0, zanim przeszedł na zawodostwo. Jego pierwszy zawodowy pojedynek datuje się na rok 2014, kiedy miał zaledwie 17 lat. Porażka z Michalem Petrišem była jednak dość kontrowersyjna i zdaniem Rony'ego nie powinna mieć statutu walki zawodowej. Następne boje zaczął toczyć dopiero od 2016 roku.

## Styl walki
Paradeiser walczy w kategorii lekkiej, ale stopniowo przeniósł się do tej kategorii z wyższej. W walkach wyróżnia się przede wszystkim wzrostem, dzięki któremu utrzymuje niezbędny dystans od przeciwników. Komentatorzy sportowi często określają jego ciosy jako „chirurgicznie precyzyjne”, co doskonale opisuje jego niebezpieczną postawę. Ozdobione są także świetnymi i precyzyjnie celowanymi kopnięciami w głowę. On sam uważa się za zawodnika w stójce, z umiejętnościami w boksie tajskim. W późniejszym czasie zrobił ogromny postęp w parterze, poddając Karola Ryšavégo lub Leo Brichtę. Oprócz walk jest trenerem boksu tajskiego.

## Osiągnięcia

### Mieszane sztuki walki
- Oktagon MMA
  - 2023-2024: Mistrz Oktagon MMA w wadze lekkiej[3][4].
  - 2024: Finalista turnieju Tipsport Gamechanger 2 w wadze lekkiej[6].

## Lista zawodowych walk w MMA
| Wynik     | Bilans | Przeciwnik (bilans przed walką) | Rozstrzygnięcie                                    | Runda | Czas | Rozgrywki                             | Data       | Miejsce      | Uwagi |
| --------- | ------ | ------------------------------- | -------------------------------------------------- | ----- | ---- | ------------------------------------- | ---------- | ------------ | --- |
| Wygrana   | 22-9   | Bojan Veličković (25-12-2)      | TKO (kontuzja nogi)                                | 1     | 1:31 | Oktagon 72: Vémola vs. Végh 3         | 14.06.2025 | Praga        | Debiut w wadze półśredniej. |
| Przegrana | 21-9   | Losene Keita (15-1)             | KO (cios łokciem w parterze)                       | 2     | 1:02 | Oktagon 65: Paradeiser vs. Keita 2    | 29.12.2024 | Praga        | Walka finałowa turnieju Tipsport Gamechanger 2 w wadze lekkiej. Stracił pas mistrzowski Oktagon MMA w wadze lekkiej. Main Event |
| Wygrana   | 21-8   | Acoidan Duque (21-4. 1 NC)      | TKO (ciosy pięściami)                              | 1     | 1:28 | Oktagon 61: Paradeiser vs. Duque      | 21.09.2024 | Brno         | Walka półfinałowa turnieju Tipsport Gamechanger 2 w wadze lekkiej. Main Event                                                   |
| Wygrana   | 20-8   | Daniel Torres (15-5. 2 NC)      | Decyzja (jednogłośna)                              | 3     | 5:00 | Oktagon 59: Summer Party              | 20.07.2024 | Bratysława   | Walka ćwierćfinałowa turnieju Tipsport Gamechanger 2 w kategorii lekkiej. Main Event                                            |
| Wygrana   | 19-8   | Attila Korkmaz (14-7)           | Decyzja (niejednogłośna)                           | 3     | 5:00 | Oktagon 54: Kincl vs. Wawrzyniak      | 02.03.2024 | Ostrawa      | Walka turnieju w kategorii lekkiej. Co-Main Event                                                                               |
| Wygrana   | 18-8   | Ivan Buchinger (41-8)           | TKO (przerwanie przez lekarza)                     | 3     | 5:00 | Oktagon 50: Keita vs. Samsonidse      | 09.12.2023 | Ostrawa      | Zdobył wakujący pas mistrzowski Oktagon MMA w wadze lekkiej. Co-Main Event                                                      |
| Wygrana   | 17-8   | Andrew Fisher (19-9-1)          | TKO (latające kolano i ciosy pięściami w parterze) | 3     | 1:29 | Oktagon 44: Langer vs. Poppeck        | 17.06.2023 | Oberhausen   | |
| Wygrana   | 16-8   | Vladimir Šikić (12-1-1)         | TKO (ciosy pięściami w parterze)                   | 2     | 2:08 | Oktagon 39: Jungwirth vs. de Oliveira | 11.02.2023 | Monachium    | |
| Wygrana   | 15-8   | Felipe Lima (13-7)              | TKO (ciosy pięściami)                              | 1     | 0:21 | Oktagon 37: Kozma vs. Brito           | 03.12.2022 | Ostrawa      | Limit umowny -73 kg. |
| Wygrana   | 14-8   | Iamik Furtado (7-5)             | Decyzja (jednogłośna)                              | 3     | 5:00 | Oktagon 35: Kincl vs. Lohoré          | 17.09.2022 | Brno         | |
| Przegrana | 13-8   | Losene Keita (7-0)              | Decyzja (jednogłośna)                              | 3     | 5:00 | Oktagon 31: Krištofič vs. Kincl       | 26.02.2022 | Praga        | Co-Main Event |
| Wygrana   | 13-7   | Gilber Ordóñez (10-3)           | Poddanie (duszenie zza pleców)                     | 2     | 4:10 | Super League MMA 2                    | 09.10.2021 | Berlin       | |
| Wygrana   | 12-7   | Arda Adas (9-4)                 | Decyzja (jednogłośna)                              | 3     | 5:00 | Oktagon 25: Buday vs. Minda           | 19.06.2021 | Brno         | |
| Przegrana | 11-7   | Ivan Buchinger (37-7)           | Poddanie (duszenie zza pleców)                     | 1     | 2:29 | Oktagon 21: Paradeiser vs. Buchinger  | 30.01.2021 | Brno         | Pojedynek o pas mistrzowski Oktagon MMA w wadze lekkiej, Main Event                                                             |
| Wygrana   | 11-6   | Karol Ryšavý (7-1)              | Poddanie                                           | 1     | 3:30 | Oktagon 16: Ryšavý vs Paradeiser      | 26.09.2020 | Brno         | Main Event |
| Wygrana   | 10-6   | Leo Brichta (4-2)               | Poddanie (dźwignia na staw łokciowy)               | 2     | 3:41 | Oktagon 14: Bitva o trúny             | 14.09.2019 | Bratysława   | |
| Przegrana | 9-6    | Mateusz Legierski (3-0)         | TKO (ciosy pięściąmi)                              | 2     | 1:41 | Oktagon 12: Végh vs. Zwicker          | 08.06.2019 | Bratysława   | |
| Wygrana   | 9-5    | Aliston Cordeiro (8-5)          | Decyzja (jednogłośna)                              | 3     | 5:00 | Oktagon Prime 1: Wittner vs. Horváth  | 26.04.2019 | Koszyce      | |
| Wygrana   | 8-5    | Aziz Dauliatov (5-2)            | Decyzja (jednogłośna)                              | 3     | 5:00 | Oktagon 10: Deák vs. Galloway         | 17.11.2018 | Praga        | |
| Wygrana   | 7-5    | Vladislav Genov (9-2)           | TKO (niezdolność do kontynuowania walki)           | 1     | 5:00 | Oktagon 6: The Rematch                | 26.05.2018 | Koszyce      | |
| Przegrana | 6-5    | Matěj Kuzník (12-3)             | Poddanie (duszenie zza pleców)                     | 2     | 4:29 | Oktagon 4: Oktagon Výzva II Finále    | 12.11.2017 | Bratysława   | |
| Wygrana   | 6-4    | Jaroslav Poborský (27-44-1)     | KO (cios)                                          | 1     | 0:27 | X Fight Nights 4: Fight Night West 2  | 15.09.2017 | Karlowe Wary | Co-Main Event |
| Wygrana   | 5-4    | Jan Široký (6-7)                | TKO (ciosy pięściami)                              | 2     | 0:40 | Oktagon 3: Open Air                   | 29.07.2017 | Praga        | Debiut w Oktagon MMA |
| Wygrana   | 4-4    | Michal Štefanov (1-0)           | TKO (ciosy pięsciami)                              | 1     | N/A  | Fusion FN 15: Bitka o Bratislavu      | 15.06.2017 | Bratysława   | |
| Przegrana | 3-4    | Matej Truhan (10-6)             | Decyzja (jednogłośna)                              | 2     | 5:00 | Munja Fighting Championship 1         | 21.01.2017 | Zagrzeb      | Main Event |
| Przegrana | 3-3    | Michał Wiencek (6-4)            | Poddanie (duszenie trójkątne rękoma)               | 2     | N/A  | Cage Club 1                           | 22.10.2016 | Katowice     | Main Event |
| Wygrana   | 3-2    | Adrian Barkáč (2-2)             | KO (kolana i ciosy pięsciami)                      | 1     | 0:38 | PCF 14: Cage Fight                    | 18.06.2016 | Lewocza      | |
| Wygrana   | 2-2    | Hovik Markaryan (1-0)           | TKO (przerwanie przez lekarza)                     | 1     | 3:12 | X Fight 1                             | 20.05.2016 | Bratysława   | |
| Przegrana | 1-2    | Burak Kizilirmak (4-0)          | Poddanie (duszenie gilotynowe)                     | 2     | N/A  | LCC: Fight Night                      | 30.04.2016 | Trenczyn     | |
| Wygrana   | 1-1    | Mikail Ozen (0-0)               | TKO (ciosy pięściami)                              | 2     | 1:47 | Iron Fist Gym Vienna: Vendetta 10     | 12.03.2016 | Wiedeń       | |
| Przegrana | 0-1    | Michal Petris (0-0)             | Poddanie (duszenie gilotynowe)                     | 1     | N/A  | Gape Fight Night 1: Open Air 2014     | 22.06.2014 | Bratysława   | |